# Chorzów
Chorzów (pron. [ˈxɔʐuf]; en alemán: Königshütte hasta 1934, que significa "Fábrica Real") es una ciudad polaca, que se encuentra ubicada en Alta Silesia, en la voivodia de Silesia, en el centro del Área Industrial de Silesia Superior. La ciudad cuenta con una población de 113 162 habitantes y es uno de los distritos centrales de la Unión Metropolitana de Alta Silesia, que cuenta con más de dos millones de habitantes. 
Chorzów se divide en cuatro barrios principales y nueve menores. Los principales son: Centrum, Chorzów II, Chorzów Batory y Chorzów Stary. Los menores son: Antoniowiec, Górne Łagiewniki, Klimzowiec, Maciejkowice, Niedźwiedziniec, Nowe Hajduki, Pnioki, Szarlociniec y Średnie Łagiewniki. El río Rawa cruza la ciudad. Chorzów limita con Katowice (13 km), Ruda Śląska (4,5 km), Bytom (5 km), Piekary Śląskie (2 km), Siemianowice Śląskie (6,5 km) y Świętochłowice (8 km). En Chorzów está ubicado el Planetario de Silesia.

## Toponimia
La ciudad actual de Chorzów se formó en 1934-1939 por una fusión de cuatro ciudades adyacentes: Chorzów, Królewska Huta, Nowe Hajduki y Hajduki Wielkie. El nombre del asentamiento más antiguo de Chorzów se aplicó a la ciudad resultante de esta fusión. En 2007, Chorzów se convirtió en parte de la Unión Metropolitana de Alta Silesia, formando efectivamente la mayor entidad legalmente reconocida urbana en Polonia. La palabra latina Silesia parece ser el candidato favorito para el nombre de la nueva metrópoli.

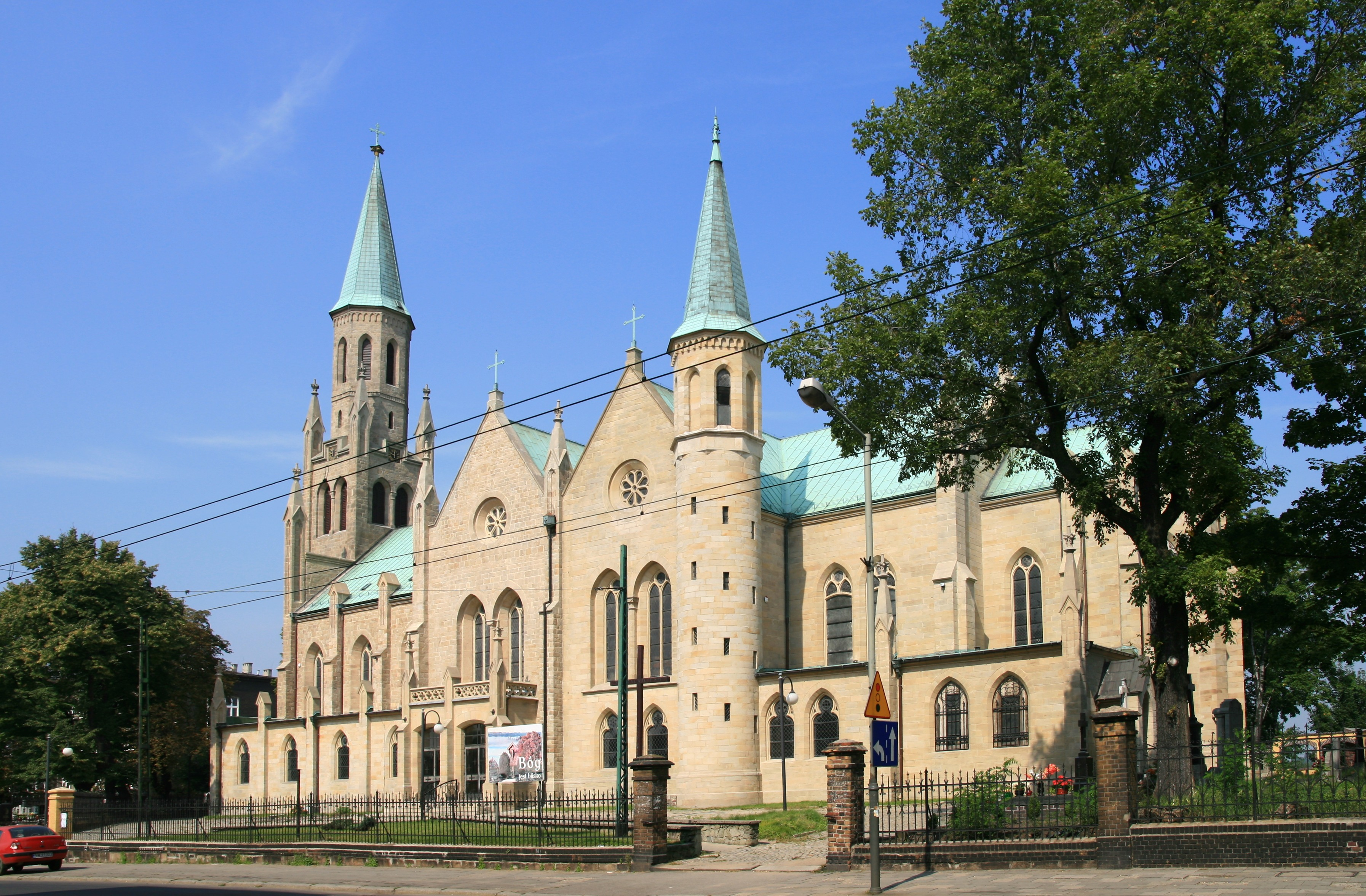
La iglesia de Santa Bárbara, la más antigua de Chorzów (1859).

No se conoce la etimología del nombre Chorzów. Se cree que se mencionó por primera vez como Zversov o Zuersov ('u' y 'v' se escribían de forma similar en la Edad Media) en un documento de 1136 por el papa Inocencio II como pueblo de campesinos, mineros de plata y que poseía dos posadas. Otra ciudad probable que indique Chorzów es Coccham o Coccha, que se menciona en un documento de 1198 por el Patriarca de Jerusalén, que recibió este lugar a la Orden Ecuestre del Santo Sepulcro de Jerusalén. A continuación, se menciona Chorzów como Chareu (Charev) en 1257 y luego en 1292 Charzow. El último nombre puede provenir de lo personal Charz, abreviatura de Zachary y puede significar lugar de Zachary. La 'a' en los primeros nombres puede haber sido modificada posteriormente para la pronunciación actual con o quizás debido a la similitud con el adjetivo común chory ("enfermo") y la presencia de un hospital (que fue trasladado en 1299 a Bytom). Hoy en día, el lugar de la antigua aldea es una subdivisión llamada Chorzów III o Chorzów Stary ("Chorzów antiguo").
Królewska Huta es el establecimiento industrial y residencial al suroeste de Chorzów construido en 1797 en torno a la mina de carbón Real y Real Fábrica de Hierro. Fue nombrado Królewska Huta por los polacos o Königshütte por los alemanes; los dos nombres significan "Real Fábrica de Hierro". A medida que crecía, rápidamente se le concedió estatus de ciudad en 1868. Hoy en día este barrio se llama Chorzów I o Chorzów-Miasto ("Chorzów ciudad").
Por su parte, la etimología de Hajduki es ambigua y se interpreta en relación con la palabra alemana para "páramo" (en alemán: die Heide) o, por otra parte, adoptado del término alemán/polaco/silesio para haiduque(s) (en polaco, en plural: hajduki; en alemán, en singular: Heiduck), que a nivel local significaba "bandidos". El lugar fue mencionado por primera vez en 1627 como Hejduk y se muestra en los mapas del siglo XVIII como Ober Heiduk y Nieder Heiduk (es decir, el "Alto" y el "Bajo Heiduk"). Los nombres Hajduki Wielkie y posteriormente Nowe Hajduki significan "Gran" y "Nuevo Hajduk", respectivamente. Los dos asentamientos se fusionaron en 1903 y lleva el nombre de los herreros de Bismarck, Bismarckhütte. Cuando las fronteras internacionales cambiaron, el nombre de Bismarck fue reemplazado por el nombre del rey polaco Batory (los elegidos para preservar esa inicial "B", que apareció en una marca local de importancia económica). Hoy en día esta ciudad es una subdivisión llamada Chorzów IV o Batory.

## Historia

### Fundación hasta la Segunda Guerra Mundial
En el siglo XII, la castellanía de Bytom, incluyendo el área de Chorzów, pertenecía a la provincia de Cracovia. En 1179 fue galardonada por el duque Casimiro el Justo al duque de Opole, y desde entonces la historia de Chorzów ha estado vinculado a la historia de la Alta Silesia (Ducado de Opole).
La parte más antigua de la ciudad, la villa de Chorzów, denominada actualmente Chorzów Stary, pertenece desde 1257 a la Orden Ecuestre del Santo Sepulcro de Jerusalén. Ya en ese tiempo se extrae en la zona plata y minerales de plomo, y más tarde también minerales de hierro.

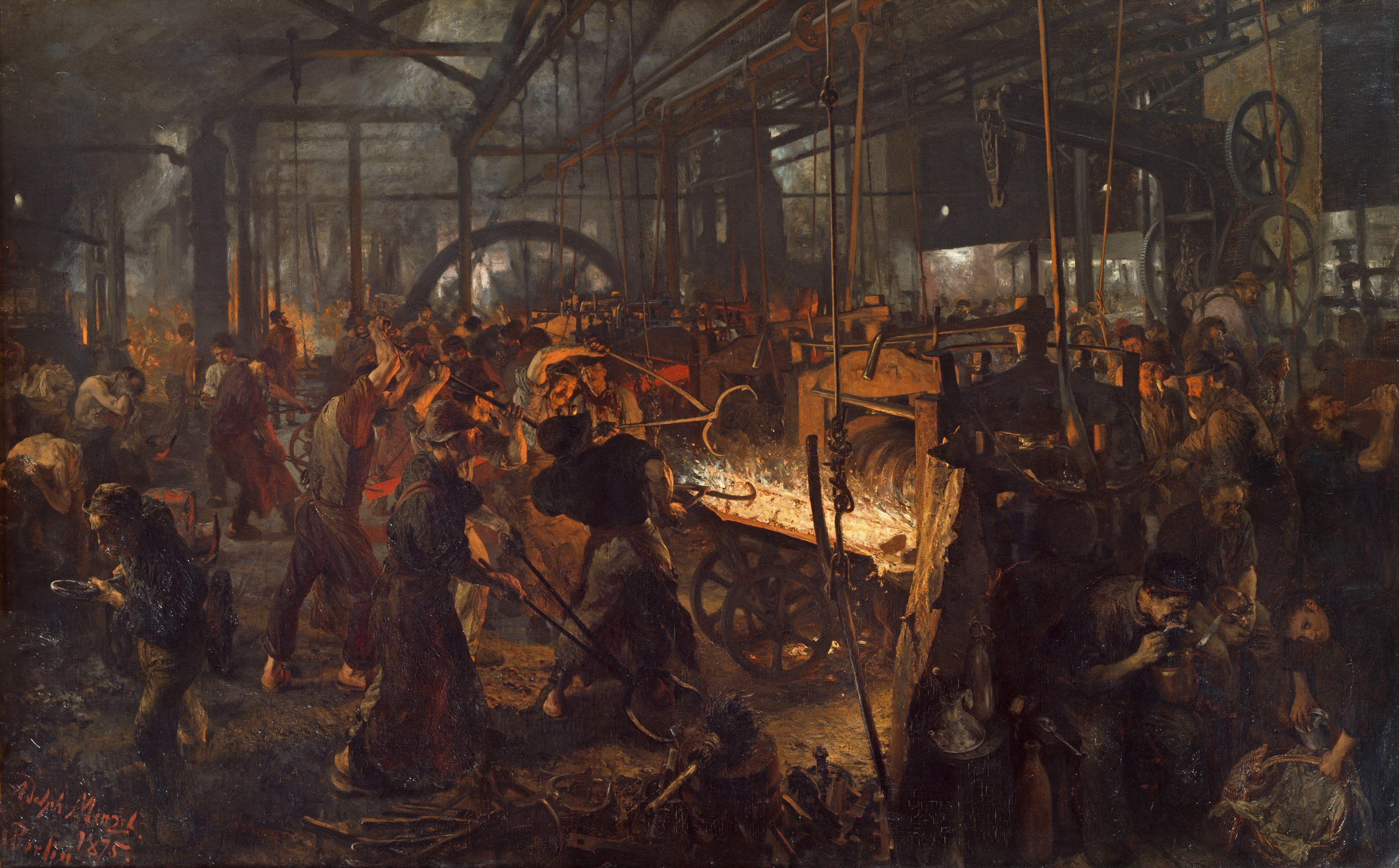
Los herreros de Königshütte, 1872-1875 ("Das Eisenwalzwerk", de Adolf von Menzel).

Desde 1327, los ducados de Alta Silesia fueron gobernados por los duques de la dinastía Piast y estaban sujetos al señorío de Bohemia. Las tierras de la Corona de Bohemia eligieron a los reyes polaco-lituanos de los Jogalia en 1490 y a los reyes Habsburgo de Austria después de 1526. En 1742, la zona fue conquistada por los Hohenzollern de Prusia en la Guerra de Silesia, preparando el escenario para el poder industrial prusiano. El período de Prusia y luego alemán duró alrededor de 180 años y coincidió con el momento de la rápida industrialización.
Con el descubrimiento de los yacimientos de carbón bituminoso a finales del siglo XIX por un sacerdote local, los sectores industriales se desarrollaron rápidamente en el área de Chorzów. En los años 1791-1797 se construyó la Real Mina de Carbón (Kopalnia Król, Königsgrube, más tarde rebautizado varias veces con los cambiantes vientos políticos). En 1799, el primer arrabio se hizo en la Real Fábrica de Hierro (Królewska Huta, o Königshütte).
En ese momento, se trataba de un establecimiento industrial pionero en su tipo en la Europa continental. En 1819 las obras de hierro constaban de cuatro altos hornos, produciendo 1.400 toneladas de hierro en lingotes. En la década de 1800 las modernas obras de zinc de Lidognia fueron añadidas en la zona. En 1871 las obras de hierro se hicieron cargo del holding llamado Vereingte Königs - und Laurahütte AG für Bergbau und Hüttenbetrieb, que se sumó a una fábrica de acero, un molino de ferrocarril y talleres. En las inmediaciones de la Real Mina de Carbón abrió sus puertas en 1870 la Mina de Carbón Condesa Laura y en 1913-1914 la producción de carbón aumentó a un millón de toneladas al año. En 1898 se encargó una planta de energía térmica que fue, hasta la década de 1930, el mayor productor de electricidad en Polonia, con una potencia de 100 MW (eléctricos). Hoy en día, funciona bajo el nombre de "ELCHO". En 1915, la fábrica de nitrógeno químico Oberschlesische Stickstoffwerke fue construida cerca de la producción de fertilizantes y explosivos por los procesos recién inventados: del aire, del agua y del carbón (ver Proceso de Haber). Hoy en día, funciona con el nombre de "Zakłady Azotowe SA".